# Медіаспоживання
Медіаспоживання (англ. Media consumption) — це кількість використовуваних інформаційних або розважальних ЗМІ однією людиною або групою людей. Це поняття включає в себе читання книг і журналів, перегляд фільмів і телевізійних програм, прослуховування радіо і, безумовно, взаємодія з новими видами медіа-технологій.  Активним користувачем ЗМІ може називатися людина, яка за своєю природою скептичний, здатний вільно мислити, давати оцінку певним явищам, задавати питання і розуміти чужу точку зору.

## Історія
Саме з того часу, коли винайшли телеекрани, відеокамери і фотоапарати, почалося медіаспоживання. Перша камера з'явилася в 1600 році. Світло в ній дзеркально відображалось через спеціальний отвір або зовнішні лінзи і проектувався на поверхню або на екран, створюючи динамічне зображення.  Також в 1860-х роках були винайдені такі механізми, як зоотроп, мутоскоп та праксиноскоп, які дозволяли робити об'ємні рухомі картинки. Ці зображення показували спеціально в публічних закладах для великої кількості людей. Це можна порівняти з сучасним переглядом фільму в кінотеатрі. Прорив в сфері кінематограф а в 1880-х роках, а точніше удосконалення кінокамери, дозволило поєднувати окремі кадри, перетворюючи їх на справжній фільм, який потім показували публіці на великому екрані.  Завдяки цьому винаходу, зародився новий спосіб самовираження. Вперше в житті люди змогли доносити публіці свої емоції, думки і почуття, знявши своє кіно, а пізніше поширювати свою роботу по всьому світу. У 1927 році в Сан-Франциско було успішно продемонстровано електричне телебачення. Вже до 1941 року на Нью-Йоркській телевізійної станції канал CBS віщав раз в день п'ятнадцятихвилинну інформаційну передачу, яку слухала невелика аудиторія. Однак до 21 століття телебачення не могло добитися такого успіху, яким воно має зараз. Час минав, телебачення ставало кольоровим, з'являлися різні телеканали. У 1960 році був винайдений перший персональний комп'ютер, а вже в 1975 році компанією IBM вони були виставлені на продаж. Через два роки, всесвітньо відомий бренд Apple став новим конкурентом на міжнародному ринку, випустив свої нові перші комп'ютери. Вже в 1991 році світ дізнався, що таке інтернет. Майже п'ятнадцять років тому було винайдено засіб пошуку інформації, без якого зараз не обійдеться жодна особа. З тих пір були винайдені соціальні мережі, такі як Facebook, Twitter, Вконтакте і багато інших. У свою чергу, Facebook і Twitter донині є одним з чільних місць в світовому рейтингу за відвідуваністю. В цілому, з часів "рухомих картинок" медіаспоживання колосально зросла, переступивши в нову еру соціальних мереж та інтернету.

## Відомі особистості
Вважається, що найпершим видом мас-медіа є найдавніший спосіб передачі інформації з вуст в уста. Пізніше, коли була винайдена писемність, люди отримали можливість обмінюватися знаннями, передаючи один одному записки з певним змістом.  Однак тільки з появою  друкованих газет такий вид розповсюдження інформації став найбільш ходовим.  Йоганн Гутенберг - відомий ювелір і бізнесмен - був першим, хто винайшов друкарський верстат. Саме його винахід дозволив масово видавати книги, журнали і друкувати рекламні афіші. Вважається, що поява газет було найзначнішим для історії медіаспоживання, оскільки кожна людина хоч раз у житті гортала сторінки якогось друкованого періодичного видання. Через десятиліття, Павло Шиллінг винайшов нове чудо техніки - телеграф, який продемонстрував нікому раніше невідомий спосіб бездротового зв'язку; перші електронні повідомлення були відправлені саме з цього винаходу. Пізніше люди отримали можливість користуватися телеграфом за допомогою спеціального телефонного навушника і клавіатури, на якій набирали спеціальний код на телеграфній стрічці. Цей вид комунікації називається «Азбука Морзе» на честь її винахідника - Семуеля Морзе. Пізніше такі видатні особистості, як Олександр Белл і Антоніо Меуччи незалежно один від одного винайшли телефон. Він був досить простим у використанні і не вимагав знання певних кодів або «абеток». Незабаром після «знайомства» з телефоном, світ дізнався, що таке радіо. На базі знань, за допомогою яких люди винайшли телефон і телеграф, в 1895 Гульєльмо Марконі вперше успішно послав і отримав радіосигнал. У підсумку, після довгого періоду вдосконалення в 1947 році люди винайшли телебачення. Неможливо виділити певну людину, хто винайшов це диво техніки, проте всім нам відомо ім'я Володимира Зворикіна. Саме він в 1923 році запатентував спосіб передачі телевізійного сигналу, повністю заснований на електронному принципі, в 1931 році створив кінескоп, а в 40-ві зміг розбити світловий промінь на три кольори, тим самим отримавши кольорове зображення. До цього дня телебачення є найважливішою і «споживаної» частиною мас-медіа, оскільки воно дозволяє поширювати певну інформацію не тільки на слуху, але і візуально. Всесвітньо відома компанія «Apple» в 1976 році виставила на продаж свій перший комп'ютер, що так само послужило початку комунікації людей за допомогою функції електронних листів.

## Формування медіаспоживання
Серед інших чинників, доступ людини до медіа технологій впливає на кількість і якість використання ЗМІ. Наприклад, вчені США встановили, що середньо статистичний американець отримує приблизно 34 гігабайти інформації в день.  Безумовно, з винаходом нових технологій, спостерігається зростання медіа споживання серед людей. Згідно з дослідженням однієї психологічної організації, щоб почути або побачити всю інформацію, запитувану користувачами по мобільному телефону і на комп'ютері, знадобиться більше, ніж 15 годин на день. Важливо відзначити, що з ростом популярності таких мереж, як Instagramm, Twitter і, наприклад, Facebook, вік медіаспоживання згодом все зменшується і зменшується, проте збільшується в рази кількість споживаного медіа. Зараз за допомогою мобільного пристрою будь-яка інформація, будь-який засіб розваги, будь-яка покупка доступна нам одним змахом пальця. Це також вносить свою лепту в збільшення медіаспоживання в суспільстві.

## Позитивний вплив
Існує безліч позитивних ефектів, які були привнесені в суспільство саме мас-медіа. У міру того як підростає молодше покоління, телебачення може відігравати досить позитивну роль в його розвитку. Наприклад, такі ТБ - шоу, як «Вулиця Сезам» допомагають дітям освоїти математику, вивчити алфавіт, навчитися бути добрим і толерантним, здобути навички роботи в колективі. Всі ці аспекти можуть чимало вплинути на дитину і зіграти важливу роль в певній стадії його розвитку. Дослідник Дора викладає дітям основи іноземної мови у веселій колективній формі. Існує ще безліч ТВ-шоу, які не тільки розвивають у дітей дедуктивний мислення, а й служать для них стимулом відвідувати культурні місця: бібліотеки, зоопарки, музеї. Мас-медіа, яке відноситься до реклами, може також мати позитивний вплив на людей. Відомо, що деякі виробники алкогольної продукції витрачають десять відсотків свого бюджету на попередження людей про небезпеку водіння автомобіля в нетверезому стані і шкоди вживання спиртного. Також дослідження показали, що завдяки антиалкогольної рекламної кампанії, серед молоді до п'ятнадцяти років зросла кількість споживачів молока. Важливо відзначити, що відеоігри можуть теж позитивно впливати на розвиток дитини. В цілому, інтернет - це великий позитивний внесок у суспільство, так як, наприклад, на сьогоднішній день більшість людей мають доступ до електронних бібліотек з доступом до величезної кількості літератури. Кількість освітніх сайтів і освітніх послуг настільки зросла, що будь-яка дослідницька робота стала набагато простіше у виконанні, ніж раніше. Також, можна стверджувати, що соціальні мережі привнесли безліч позитивних аспектів в наше життя, так як саме завдяки їхній появі, у людей з'явилася можливість безперешкодно взаємодіяти один з одним, незалежно від їх місцезнаходження. 

## Критика
Багато хтовважає, що мас-медіа здійснює сильний негативний вплив на нашу поведінку і нервову систему. Наприклад, вважається, що багато фільмів, ТВ-програми, відеоігри та інтернет сайти пропагують жорстокість і насильство, що може сильно вплинути на рівень агресії людини.  Це може зробити людей байдужими до насильницьких дій і спровокувати у людини прояв жорстокості. Через те, що кошти мас-медіа характеризують насильство як нестримно зростаюче явище, світ для глядачів починає здаватися набагато більш запеклим, ніж він є насправді. Медіаспоживання також може негативно відбитися на зовнішньому вигляді людини, особливо, на зовнішньому вигляді жінки. Так, наприклад, у багатьох глядачок з'являються комплекси після того, як вони бачать красиву і худу дівчину на екрані. Це виробляти до прямого розладу харчової поведінки. До того ж, багато хто вважає, що причиною зростання рівня ожиріння серед людей за останні двадцять років є саме збільшення кількість медіаспоживання. Це відбувається у зв'язку з тим, що діти проводять більше години граючись в комп'ютер або дивлячись телевізор, чим займаючись фізичною активністю.  Також з ростом медіаспоживання люди стали менше незалежними, так як вони відчувають потребу в постійному спілкуванні з друзями. Якщо люди не отримують належної віддачі від людини, з якою спілкуються, їх поглинає почуття образи. Ще один важливий аспект, який стосується незалежності - це незалежність дитини. Через те, що у більшості дітей на сьогоднішній день є мобільний телефон, вони ніколи по-справжньому не залишаються одні, так як знаходяться постійно на зв'язку.  Сьогодні для багатьох дітей залишитися наодинці з собою - це дуже рідкісне явище, оскільки вони завжди можуть зателефонувати своїм батькам, якщо їм потрібна допомога або вони чимось налякані. 